# La Paz, Abra
La Paz là một đô thị hạng 5 ở tỉnh Abra, Philippines. Theo điều tra dân số năm 2007, đô thị này có dân số 14.658 người trong 2.534 hộ.

## Các khu phố (barangay)
La Paz được chia thành 12 khu phố (barangay).
| Barangay        | Pop. (2007) |
| --------------- | ----------- |
| Benben (Bonbon) | 473         |
| Bulbulala       | 1.325       |
| Buli            | 1.260       |
| Canan (Gapan)   | 1.162       |
| Liguis          | 900         |
| Malabbaga       | 1.120       |
| Mudeng          | 1.115       |
| Pidipid         | 804         |
| Poblacion       | 3.878       |
| San Gregorio    | 1.340       |
| Toon            | 844         |
| Udangan         | 437         |

## Kết quả bầu cử năm 2007
| Chức vụ          | Ứng cử viên                    | Tổng số phiếu bầu |
| ---------------- | ------------------------------ | ----------------- |
| Thị trưởng       | Joseph Sto. Niño Blando Bernos | 4.696             |
| Phó thị trưởng   | Menchie Beronilla Bernos       | 4.372             |
| Ủy viên hội đồng | Anthony Espaldon Afos          | 4.433             |
| Ủy viên hội đồng | Jacobo Abella Badua            | 4.223             |
| Ủy viên hội đồng | John Nono Pacis                | 4.088             |
| Ủy viên hội đồng | Robert Labuguen Cortez         | 3.990             |
| Ủy viên hội đồng | Rogelio Pudol Talingdan        | 3.910             |
| Ủy viên hội đồng | Ruben Calayoan Barcena         | 3.883             |
| Ủy viên hội đồng | Gamaliel Belena Manzano        | 3.864             |
| Ủy viên hội đồng | Reynaldo Beronilla Elpa        | 3.257             |